# Jochpass
Der Jochpass ist ein Zentralschweizer Pass zwischen den Kantonen Bern und Nidwalden in den Urner Alpen.

## Lage

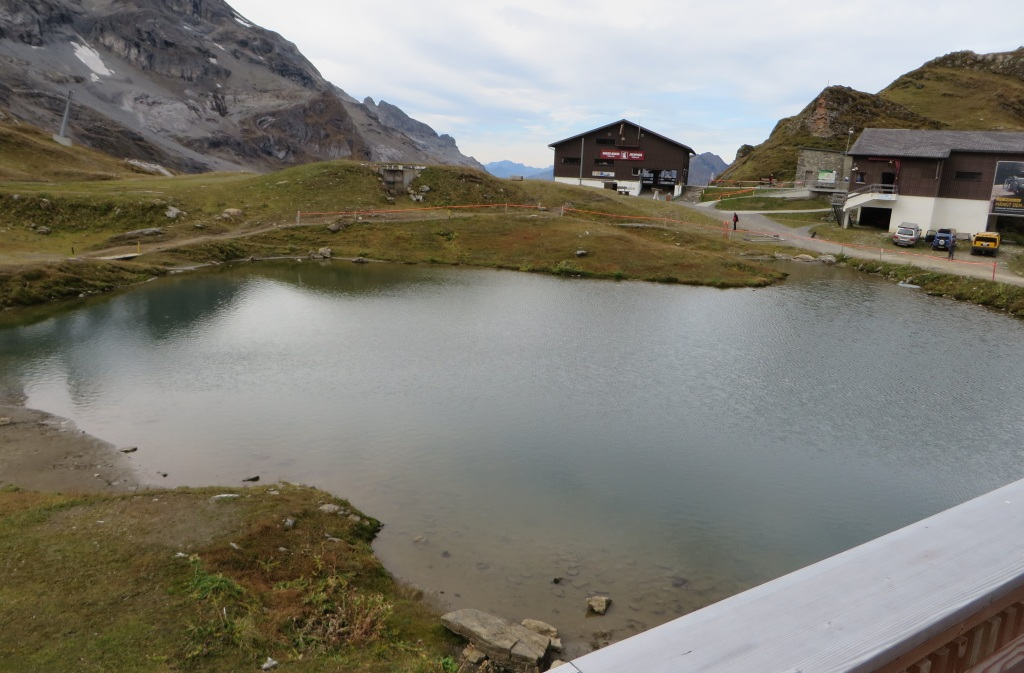
Jochseeli

Der Jochpass verbindet die Engstlenalp im Gental über den nidwaldnerischen Trüebsee mit dem obwaldnerischen Engelberg im Engelbergertal. Die Passhöhe liegt auf 2207 m ü. M., auf dem Joch zwischen Graustock und Jochstock.
Auf dem Pass steht das Berggasthaus Jochpass, das 2013/2014 vollständig renoviert wurde. Daneben befindet sich das kleine Jochseeli.

## Tourismus

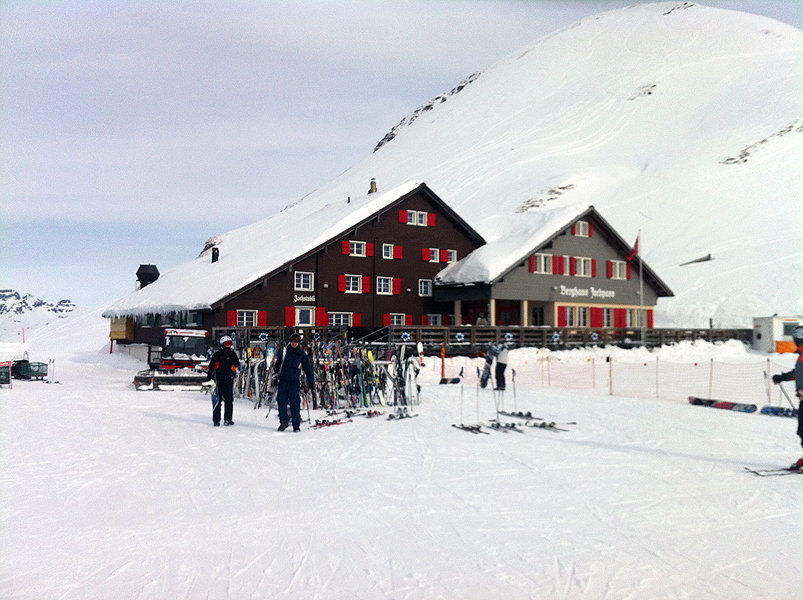
Jochpass, Berggasthaus

Über den Pass führt ein Saumweg, der von Wanderern und Mountainbikern benutzt wird. Daneben führen sowohl von der Engstlenalp wie auch vom Trüebsee Sesselbahnen auf die Passhöhe.
Der Jochpass ist der höchste Punkt auf der Vier-Seen-Wanderung von Melchsee-Frutt vorbei an Melch–, Tannen– und Engstlen– zum Trüebsee. Vom Jochpass sieht man bei schönem Wetter den nahe gelegenen Titlis, den höchsten Berg der Region, und in der entgegengesetzten Richtung bis in die Berner Alpen. Weitere umgebende Gipfel sind  Graustock, Rotsandnollen und die Dreitausender Reissend Nollen, Klein Titlis und die Wendenstöcke.